# No Limit Top Dogg
No Limit Top Dogg – czwarty studyjny album amerykańskiego rapera Snoop Dogga i jego drugi dla wytwórni No Limit Records. Został wydany 11 maja 1999 roku i promowany był singlem Bitch Please z gościnnym udziałem Xzibita i Nate Dogga, a producentem jest Dr. Dre. Album zadebiutował na 2. miejscu listy Billboard ze sprzedażą 187.400 egzemplarzy w pierwszym tygodniu. Choć jest to pierwszy album Snoop Dogga, który nie zadebiutował na 1. miejscu, sprzedał się w ilości 1.503.865 kopii w roku 1999.

## Lista utworów
Wszystkie utwory oznaczone jako „*” zostały wyprodukowane przez Meech Wellsa.
1. Dolomite (Intro) (Rudy Ray Moore)
2. Buck 'Em (feat. Sticky Fingaz) (Produced by Dr. Dre)
3. Trust Me (feat. Suga Free, Sylk-E. Fyne) (Produced by Bud’da)
4. My Heat Goes Boom *
5. Dolomite (Interlude) (Rudy Ray Moore)
6. Snoopafella (Produced by Ant Banks)
  - Sample „Dazz” Brick
  - Sample „No Vaseline” Ice Cube
7. In Love With A Thug *
  - Sample „Moments In Love” Art of Noise
8. G Bedtime Stories *
9. Down 4 My Niggaz (feat. C-Murder, Magic) (Produced by KLC)
10. Betta Days (Produced by Meech Wells & Def Jeff)
11. Somethin’ Bout Yo Bidness (feat. & produced by Raphael Saadiq)
12. Bitch Please (feat. Xzibit, Nate Dogg) (Produced by Dr. Dre)
13. Doin’ Too Much (Produced by DJ Quik)
14. Gangsta Ride (feat. Silkk the Shocker) *
15. Ghetto Symphony (feat. Mia X, Fiend, C-Murder, Silkk The Shocker, Mystikal, Goldie Loc) (Produced by KLC)
16. Party With a D.P.G. (Produced by Jelly Roll)
  - Sample „Shining Star” Earth, Wind & Fire
17. Buss’n Rocks (Produced by DJ Quik)
  - Sample „Theme From The Black Hole” Parliament
  - Sample „Agony Of Defeet” Parliament
18. Just Dippin' (feat. Dr. Dre, Jewell) (Produced by Dr. Dre)
19. Don’t Tell (feat. Warren G, Mausberg, Nate Dogg) (Produced by DJ Quik)
20. 20 Minutes (feat. & produced Goldie Loc)
21. I Love My Momma *